# Nancy Newhall
Nancy Newhall (nata Nancy Wynne) (Lynn, 9 maggio 1908 – Jackson Hole, 7 luglio 1974) è stata una scrittrice e critico fotografico statunitense.
È nota soprattutto per aver scritto il testo per accompagnare le fotografie di Ansel Adams e Edward Weston, ma era anche una scrittrice di fotografia, conservazione e cultura americana ampiamente pubblicata

## Biografia
Newhall frequentò lo Smith College a Lynn (Massachusetts). Sposò Beaumont Newhall, curatore della fotografia al Museum of Modern Art di New York, e lo sostituì in quel ruolo durante il suo servizio militare nella seconda guerra mondiale. Durante gli anni '40 scrisse saggi sull'arte e la cultura popolare per piccole riviste e riviste, in cui chiedeva una società più in sintonia con l'arte, e in particolare con l'arte visiva. Newhall era sempre più interessata ad un pubblico popolare che a un mondo accademico; in un saggio del 1940, esplora le possibilità del nuovo mezzo televisivo di divulgare le arti visive, suggerendo tecniche per insegnare arte e fotografia con la fotocamera: 
In un altro, sostenne la centralità della fotografia per comprendere e insegnare la storia americana ("Ricerca"). Newhall si avvicinò al fotografo Edward Weston durante questo periodo, sostenendo i suoi primi lavori e riguardo al suo controverso lavoro degli anni '40, che accostava nature morte e nudi di notevole bellezza e delicatezza con oggetti di guerra come maschere antigas, con una certa ansia. 
Nel 1945, Newhall scrisse il testo di un libro di fotografie, Time in New England, di Paul Strand. Il lavoro avrebbe iniziato una nuova fase della sua carriera, in cui divenne una sostenitrice vocale e una pioniera centrale del genere di raccolte fotografiche di grandi dimensioni. Il più noto e più influente di questi è This Is the American Earth, una collaborazione con Ansel Adams, pubblicato nel 1960. Come Adams, Newhall era coinvolta con il Sierra Club e scrisse spesso su questioni di conservazione. A volte Newhall era accusata di pesantezza politica su questo argomento - una recensione inesplorabile della Terra americana la chiama prosa "così piena di messaggio che non c'è spazio per la poesia" (Deevey) - ma la sua spiegazione del contesto politico e la motivazione di Adams 'il lavoro è stato importante per il Sierra Club e il movimento per la conservazione in generale. 
Nancy e Beaumont trascorsero tre estati al Black Mountain College a partire dal 1946. Oltre a tenere lezioni e insegnare, i Newhall hanno fotografato il campus del college e la sua gente, scattando ritratti di Leo Amino, Ilya Bolotowsky, Gwendolyn Knight, Jacob Lawrence e l'esperimento alla veneziana di Buckminster Fuller. Alcune delle opere di Nancy e Beaumont Newhall sono archiviate presso il Center for Creative Photography presso l'Università dell'Arizona a Tucson, e presso il Getty Research Institute di Los Angeles. La fotografia di Nancy Newhall è stata oggetto di una mostra a sé stante. 
Morì il 7 luglio 1974 al St. Johns Hospital di Jackson Hole, nel Wyoming, per le ferite riportate in un incidente avvenuto sul fiume Snake del Grand Teton National Park. 

## Libri importanti
- Fotografie, 1915-1945: Paul Strand . New York: The Museum of Modern Art, 1945.
- Le fotografie di Edward Weston . Edward Weston e Nancy Newhall, Museum of Modern Art, NY 1946.
- Time in New England: fotografie di Paul Strand. New York: Aperture, 1950. Ristampato New York: Harper and Row, 1980.
- Un contributo all'eredità di ogni americano: le attività di conservazione di John D. Rockefeller, Jr. New York: Knopf, 1957.
- (con Beaumont Newhall) Maestri della fotografia. New York: Braziller, 1958.
- (con Ansel Adams) Questa è la Terra americana . San Francisco: Sierra Club Books, 1960.
- Words of the Earth, fotografie di Cedric Wright . Sierra Club Books, 1960
- Alvin Langdon Coburn: un portfolio di sedici fotografie. Rochester: George Eastman House, 1963.
- Edward Weston, fotografo   : The Flame of Recognition   : Le sue fotografie, accompagnate da brani tratti da Daybooks & Letters, Edward Weston e Nancy Newhall, pubblicato da Aperture, Inc. NY, 1968.
- The Daybooks of Edward Weston, di Edward Weston, a cura di Nancy Newhall, v. 1. Messico .-- v. 2. California, Millerton, NY, Aperture, 1973.
- Ansel Adams. Sierra Club, 1964. Ristampato (con fotografie) come Ansel Adams: The Eloquent Light. New York: Aperture, 1980.
- (con Beaumont Newhall) TH O'Sullivan: fotografo. Eastman, 1966.
- (con Ansel Adams) Fiat Lux: l'Università della California. New York: McGraw Hill, 1967.
- PH Emerson: The Fight for Photography as a Fine Art. Aperture, 1975.